# Shamsuddin Amiri
Pour les articles homonymes, voir Amiri.
Shamsuddin Amiri (persan : شمس الدین امیری) (né le 12 février 1985 à Kaboul) est un joueur international de football afghan, évoluant au poste de gardien de but.

## Biographie
Il joue actuellement pour le club afghan du Kabul Bank FC et est un des joueurs afghans les plus expérimentés en équipe d'Afghanistan de football. 
En juin 2007, Amiri est nommé meilleur joueur de l'année en Afghanistan à l'âge de 22 ans. Il n'a inscrit qu'un seul but depuis le début de sa carrière, un but de loin extraordinaire, tiré de son but, qui était à l'origine un six-mètres.